# David Duffield
David Duffield (Detroit, 8 marzo 1870 – 1935) è stato un canottiere statunitense.
Duffield partecipò ai Giochi olimpici di Saint Louis 1904 con la squadra Detroit Boat Club nella gara di singolo, in cui giunse quarto.